# Serra dos Dourados

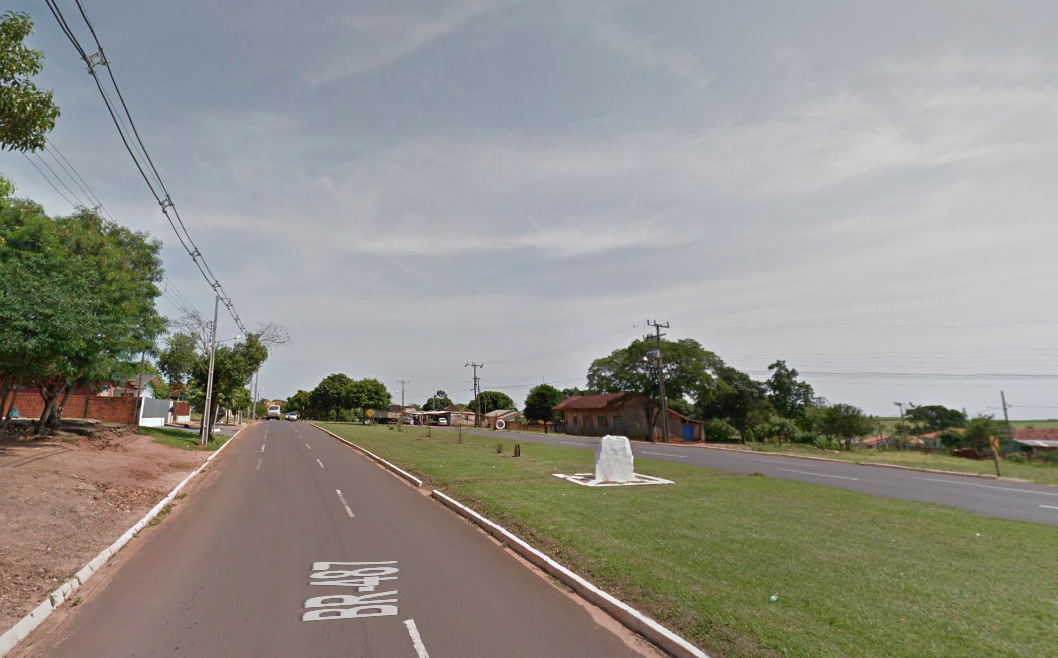
Imagens da BR-580.

Serra dos Dourados é um distrito de Umuarama.A população  era de 3000 habitantes censo 2010.

## História
Na Serra dos Dourados, foram retaliados e comercializados pelos governantes paranaenses. O recorte temporal começa em 1947, quando iniciam-se os trabalhos de topografia na região, e se estende até início da década de 1950, quando as primeiras expedições das companhias colonizadoras e do SPI vasculharam a Serra dos Dourados em busca dos grupos Xetá que viviam. Buscou-se a não reificação da história do quase extermínio do povo Xetá com explicações abrangentes, mas vazias e desubstancializadas, como: “foram vítimas do progresso”, ou “exterminados pelo avanço da fronteira agrícola”, “extintos pela expansão capitalista”. O que se pretende é entender que os Xetá, apesar de estarem inseridos num processo histórico de expansão do capital para novas fronteiras, onde seus territórios eram vistos como oportunidades de negócios, não estavam inertes diante da frente de ocupação. Eles sabiam que os invasores estavam chegando, e agiram para contrapor a ocupação de seus territórios e a sua eliminação física. Dessa forma, sobreviveram ao extermínio, se reorganizaram, continuaram suas lutas, e hoje reivindicam não mais aparecer na história como um povo extinto.

## Rodovias
Rodovia PR-580

## Fábricas
Madeireira Sampaio
O Kioske
1. ↑  [periodicos.uem.br/ojs/index.php/Dialogos/article/view/39857 «A invasão dos territórios do povo Xetá na Serra dos Dourados/PR em meados do século XX»] Verifique valor |url= (ajuda). 1 de setembro de 2017